# Alfonso Avanessian
Alfonso Avanessian (Teheran, 31 gennaio 1932 – Roma, 14 agosto 2009) è stato un pittore iraniano naturalizzato italiano.

## Biografia
Nato a Teheran nel 1932 da famiglia agiata di origine armena, cattolica, giunse in Italia nel 1948 spinto dalla passione per l'arte, per studiare e dipingere, riuscendo ad essere ammesso all'Accademia di Belle Arti di Roma dove diventò allievo prediletto del prof. Amerigo Bartoli, che gli fece e donò un noto ritratto del volto.
Quasi involontariamente, entrò a far parte della fase finale della corrente pittorica della "Scuola di via Cavour", come si rileva da alcune sue opere degli anni cinquanta-sessanta.
Suoi temi preferiti saranno le Nature Morte, i paesaggi urbani (Roma), il verde delle campagne e colline umbre, le marine (Calabria e Puglia); poco presente la figura umana: rari ritratti rappresentano una ristrettissima cerchia di conoscenti.
Diventerà professore di "Tecnica del Nudo" nell'Accademia di Belle Arti in via di Ripetta, a Roma, dove alla fine della sua carriera, sarà titolare della Cattedra di "Pittura" e curatore di alcune "collettive" dei suoi migliori allievi.
Ha esposto spesso a Roma e in moltissime località italiane; nel 1958 partecipò alla Biennale di Venezia con la Sora Rosa (coll. priv.). La Regina Elisabetta avrebbe ricevuto in dono, per via diplomatica, un suo quadro; sue tele fanno parte di Collezioni di Enti pubblici e privati.
È morto a Roma nell'agosto del 2009 all'età di 77 anni.